# Lando Calrissian
Lando Calrissian a Csillagok háborúja elképzelt univerzumának egyik főszereplője. A filmekben Billy Dee Williams alakítja.

„„Lando Calrissian szerintem nem is ember, talán egy tudatmanipuláló alien vagy álruhás jedi. Az átkozott szerencséje miatt gondolom. A galaxisban egyetlen ember sem lehet ennyire szerencsés.””

– Barpotomous Drebble

## Élete
Tárgyilagosan nézve Lando Calrissiannak volt megalázó, balszerencsés esete is, de a sikerei ezeket teljesen jelentéktelenné teszik. Fiatalkoráról szinte semmit nem tudni. A saját maga által elmesélt történetek annyira túlzóak, hogy senki sem tudja, mit higgyen el belőle.
Az egyik biztos pont, hogy a Yavini csata előtt négy évvel Lando körülbelül 27 éves volt. Ekkor már profi szerencsejátékos volt, továbbá abból élt, hogy gazdag turistákat fosztogatott, akik például olyan csillagközi luxushajón utaznak, mint A Birodalom királynője. Még azt sem tudta, hogyan kell egy csillaghajót vezetni, amikor elnyerte az Millennium Falcon YT-1300 típusú teherhajót egy sabacc játékon.
A hajóvezetés megtanulásához egy fűszercsempész "oktatót" választott, Han Solót, akivel éppen egy fejvadász, Boba Fett keveredett tűzpárbajba. Lando közbeavatkozott, ezzel magára haragította Boba Fettet, Han Solo viszont cserébe ingyen elvállalta a tanítását. Ha Calrissian előre látta volna, hogy ez a kapcsolat milyen eseményekhez vezet, biztosan nemet mondott volna. A hajóvezetés alapjainak megtanulása után Lando a Központi Világokba ment, hogy szerencsejátékkal szerezzen pénzt. Itt elnyert egy szemtelen droidot, Vuffi Raa-t, és szerzett egy ellenséget, amikor keresztezte Rokur Gepta, a Tund varázslójának útját. Lando felfedezte, hogy a Rafa rendszerben egy letűnt civilizáció nyomai találhatók, ezzel nem csak a xenoarcheológusok elismerését vívta ki, hanem kicsit belekóstolt a világhírnévbe is (a szerencsejátékokon kívül, mert arról már sok helyen ismert volt).
Amikor eladott egy hajórakomány életkristályt (ami a Rafa rendszerből származott), egy vagyont kapott érte, amit használt hajókba fektetett a Nar Shaddaa-n. Ez a befektetése azonban nagyrészt megsemmisült, amikor a helyi csempészek egy birodalmi támadással szemben védekeztek.
Calrissian és Vuffi Raa visszatértek a Központba, ahol 20 millió kreditet nyertek egy fűszerszállítmányon, azonban ezt elvesztették Dea Renthal kalózkirálynő miatt. A Központba való harmadik visszatérése során az oswaftoknak segített megvédni az otthonaikat egy invázióval szemben, ezért cserébe egy halom értékes kristályt kapott, azonban közben elvesztette Vuffi Raa-t, aki visszatért az otthonába, az Ismeretlen Régiókba, a kristályokon szerzett profitot pedig elvesztette egy berubium bányába való befektetésen, mert az értéktelennek bizonyult.
Pénz hiányában arra vetemedett, hogy ellopott egy értékes rakományt Nandreeson-tól, a glottalphib bűnfejedelemtől, aki emiatt halálos ítéletet mondott ki rá, ha valaha visszatér a „Smuggler's Run”-ra. Calrissian ekkor nagy reményeket fűzött a sabacc bajnoksághoz, amit a Bespin légkörében lebegő Felhővárosban tartottak. Azonban ebben a játékban „a második legjobb” annyit jelent, mint „vesztes”. Han Solo nyerte a játékokat és vele a Millennium Falcon-t.
Calrissian kétségbeesésében végrehajtott néhány szélhámosságot, amik sikeresnek bizonyultak – ezek között volt egy birodalmi kormányzó becsapása a Pesmenben IV-en, újból belefutott Boba Fettbe A Birodalom királynője fedélzetén, de sikerült elkerülnie. A Sólyom helyett egy új hajót szerzett, az új és karcsú Kobrá-t, és nem sokkal a Yavini csata előtt részt vett egy huttok által támogatott támadásban az Ylesia ellen. De a csempészek, akik az életüket tették kockára a támadásban, cserébe nem kaptak semmit. Ahogy a többiek, Calrissian is abban a hiszemben volt, hogy Han Solo felültette őket.  Ő és Solo haraggal váltak el, és a Yavini Vassilika nevű értékes szobor megszerzése során is szembekerültek egymással. Ezek után három évig nem látták egymást.
A Yavini csata után öt hónappal Lando Calrissian újból híressé vált, mint háborús hős. Ezúttal egy jó hangulatú támadásban vett részt kalózok ellen (ezt később Taanabi csata néven emlegették). Üzleti érdekeltségeit is megpróbálta szélesíteni, amikor befektetett egy Hologram Fun World nevű vidámparkba.
Ahogy annak idején Barpotomous Drebble tette annak idején, Calrissian beszállt egy sabacc játékba Felhőváros bárójával, Dominic Raynorral szemben. Calrissian feltette a játékra a Kobra nevű hajóját, de ez nem volt elég, hogy fedezze a tétet. Ekkor egy névtelen adakozó 5 millió kreditet bocsátott a rendelkezésére, és amikor kiteregette a kártyáit, ő volt Felhőváros új tulajdonosa. Calrissian hamarosan rájött, hogy a „névtelen adakozó” több ezer ugnaught munkás volt, akik a város kiborg összekötőjén, Loboton keresztül juttatták el a pénzt hozzá, amit azért szedtek össze, hogy Raynor kiessen a hatalomból.
Calrissian ezután két évig szoros kapcsolatban dolgozott együtt Lobottal. Közben el kellett hárítania egy fejvadászt, akit Raynor azzal küldött a nyakára, hogy ölje meg, továbbá meg kellett állítania egy megvadult EV-9D9 droidot, mielőtt az megsemmisítette volna a város automata lakosságát. Vásárolt egy második hajót, a Szerencsés hölgy-et.
Lando büszke volt rá, hogy egy kis kolóniát irányít, ami mindentől távol van. A kolónia a Bányászcéh szemében csak egy apró bosszúság, és mindez láthatatlan a Birodalom előtt. Felhőváros lakói közül sokan azért jöttek ide valamikor, mert a Birodalmi Erők elől menekültek, és itt védelmet kaptak.
Amikor Darth Vader és Boba Fett megérkeztek a Bespin bolygóhoz, Calrissian a kisebbik rosszat választotta, és feláldozta Han Solót és csapatát azért, hogy a lakosságot megmentse. Amikor azonban rájött, hogy mit tettek Solóval, mindent elkövetett azért, hogy visszaszerezze a barátját.
A Lázadók Szövetségéhez csatlakozva Calrissian Csubakkával együtt repülte az Ezeréves Sólymot, amivel egyrészt olyan birodalmi célpontokat támadtak meg, mint a Tarkin harci állomás, és közben Han Solo nyomait keresték olyan távoli helyeken is, mint a Stenos bolygó.
Az ekkor már birodalmiak által elfoglalt Felhővárosba visszatérve majdnem megölte az irányíthatatlan Lobot.
Később Calrissian, Luke Skywalker és Dash Rendar behatoltak Xizor herceg kastélyába a Coruscant bolygón, hogy megmentsék Leia hercegnőt. Lando ezután termál-detonátort dobott a kastélyra a szemétledobón keresztül, így az teljesen megsemmisült.
Amikor hírét vették, hogy a karbonitba fagyasztott Han Solo Jabba palotájába érkezett, Calrissian egy szívfájdító megpróbáltatáson ment keresztül, hogy megszerezze Quaffug, a hutt ajánlását, hogy felvegyék őt a Hutt Őrség Céhébe. A Tamtel Skreej nevet használva Calrissian bejutott Jabba palotájába, hogy Solo megmentésében segítsen.
Amikor visszatért a Lázadók Szövetségéhez, kinevezték tábornokká a három és fél évvel korábban elért Taanabi győzelem elismeréseként. Mint Arany parancsnok, Calrissian vezette az összes támadóegységet az Endori csatában a birodalmi második Halálcsillag ellen, az Ezeréves Sólyom pilótafülkéjéből. Az ő lövésével omlott össze a Halálcsillag reaktormagja, Landót ezért hősként ünnepelték.
Calrissian ekkor Felhőváros felszabadítása felé fordította a figyelmét, és egy csapatot szervezett „Lando Kommandó” néven. Egy kis kitérőt tett, hogy segítsen Han Solónak egy Fekete Nap elleni csapásban, de hamar visszatért eredeti feladatához. Hónapokba telt, de a Birodalmat sikerült kiűznie Felhővárosból, ahová Lando mint a várost irányító báró tért vissza.
Körülbelül egy évvel az Endori csata után Lando elvesztette Felhővárost, ugyanúgy, ahogyan annak idején megszerezte: egy sabacc játékban. Ezúttal Zorba, a hutt volt a nyerő vele szemben. Zorba hamarosan feladta a város irányítását, de Calrissian inkább az ugnaughtokra bízta a város vezetését, ő maga nem foglalkozott vele többet.
A Hologram Fun World vidámparkkal foglalkozott, valamint a Nkllon bolygón lévő Nomad City bányászkolóniával. Nomad City profitot termelt, de Thrawn nagy admirális kétszer is megtámadta a kolóniát, először, hogy kimenekítse az ügynökeit, másodszor pedig, hogy dolovitot zsákmányoljon. Bár az Új Köztársaság a legtöbb berendezést kicserélte, Lando elvesztette a kolónia tulajdonjogát egy újabb sabacc játékban.
A következő évben újból nekifogott annak a feladatának, amit tábornokként kapott: a klóncsászár ellen való harcnak. Hogy az erőszak alkalmazása megszűnjön, segített Luke Skywalkernek jedi jelölteket keresni. Ezért egy hálás hercegnő két millió kredittel jutalmazta. Calrissian a pénzt a Kessel bolygón lévő fűszerbányákba fektette.
Ő és Mara Jade többé-kevésbé folyamatosan, évekig tartó keresést folytatott Talon Karrde üzlettársa, Jorj Car'das után a távoli Kathol szektorban.
Calrissian segített Han Solónak megkeresnie feleségét, Leia Organát a Meridina szektorban kitört „Death Seed” idején. Ekkor bukkant rá a Teljkon Vándor nevű hajó nyomára a „Black Fleet Crisis” alatt. Az almani „új lázadás” közepén visszatért a Smuggler's Run útvonalhoz, hogy segítsen Han Solónak, és majdnem megfulladt, amikor belefutott a még mindig dühös Nandreesonba.
Eladta a részesedését a Kessel bolygón lévő bányákban, barátjának, Nien Nunbnak, és megpróbált egy föld alatti lakóterületet létrehozni a Coruscant bolygón, amit Dometownnak nevezett el (a.m. Kupolaváros).
A koréliai felkelés során a Rafa rendszerben szerzett tapasztalataira támaszkodva felfedte a Centerpoint Station rejtélyét.
Elkezdett feleséget keresni magának, ami azzal végződött, hogy találkozott Tendra Risanttal a Sacorriáról.
Az ezt követő években, amikor békeszerződés jött létre az Új Köztársaság és a Birodalom között, Calrissian elvette feleségül Tendrát, és belekezdett egy bányászkolónia létrehozásába a Yavin légkörében, amit GemDiver Station-nek nevezett (ami kb. "drágakő után búvárkodó állomás"-t jelent). A GemDiver-ből befolyó pénz lehetővé tette, hogy megnyissa a SkyCenter Galleria-t a Bespin fölött. Ezt később hatalmas profittal továbbadta, amiből érdekeltséget vásárolt két Külső Peremi világban, ezek egyike a lakott Dubrillion, a másik a nyersanyagban gazdag Destrillion volt. Ezek a vállalkozások jól működtek a Yuuzhan Vong invázióig, akik megtámadták a galaxist. Lando Han Solo és Csubakka segítségét kérte, hogy siessenek a Sernpidalhoz. Itt Csubakka meghalt, amikor a Yuuzhan Vongok egy holdat rázuhantattak a bolygóra. Nem sokkal ezek után a Dubrillion az ellenség kezére került.
Calrissian annyira bűnösnek érezte magát Csubakka halálában, hogy a vuki temetésére nem ment el.
Több mint egy évvel később segített Solónak létrehozni egy jedi menedékházat a Bendő feketelyuk halmazban, és kifejlesztett egy speciális harci robotot, aminek a feladata a Yuuzhan Vongok megkeresése és elpusztítása volt.
Lando Calrissianra jellemző volt, hogy kárpótlásnak szentelte az életét – először Han Solo elfogása miatt a Felhővárosban, másodszor Csubakka halála miatt a Sernpidalnál. Miután befektetései romokban hevertek, semmi vesztenivalója nem maradt.
Yavin után több, mint 34 évvel, Lando segített az Ellenállásnak a Végső Rend és a klóntestbe került Palpatine elleni harcban is. Amikor az Exegol bolygón - a végső csatában - az Ellenállás nagy veszteségeket szenvedett, Calrissian ugrott ki a hiperűrből az Ezeréves Sólyommal, mögötte pedig több száz csillagrendszer hajói egyre csak jöttek. Ezzel így megfordult a csata kimenetele: Az Ellenállás legyőzte a Végső Rendet és a Sitheket - végleg.